# Jüdische Trauerhalle (Úsov)

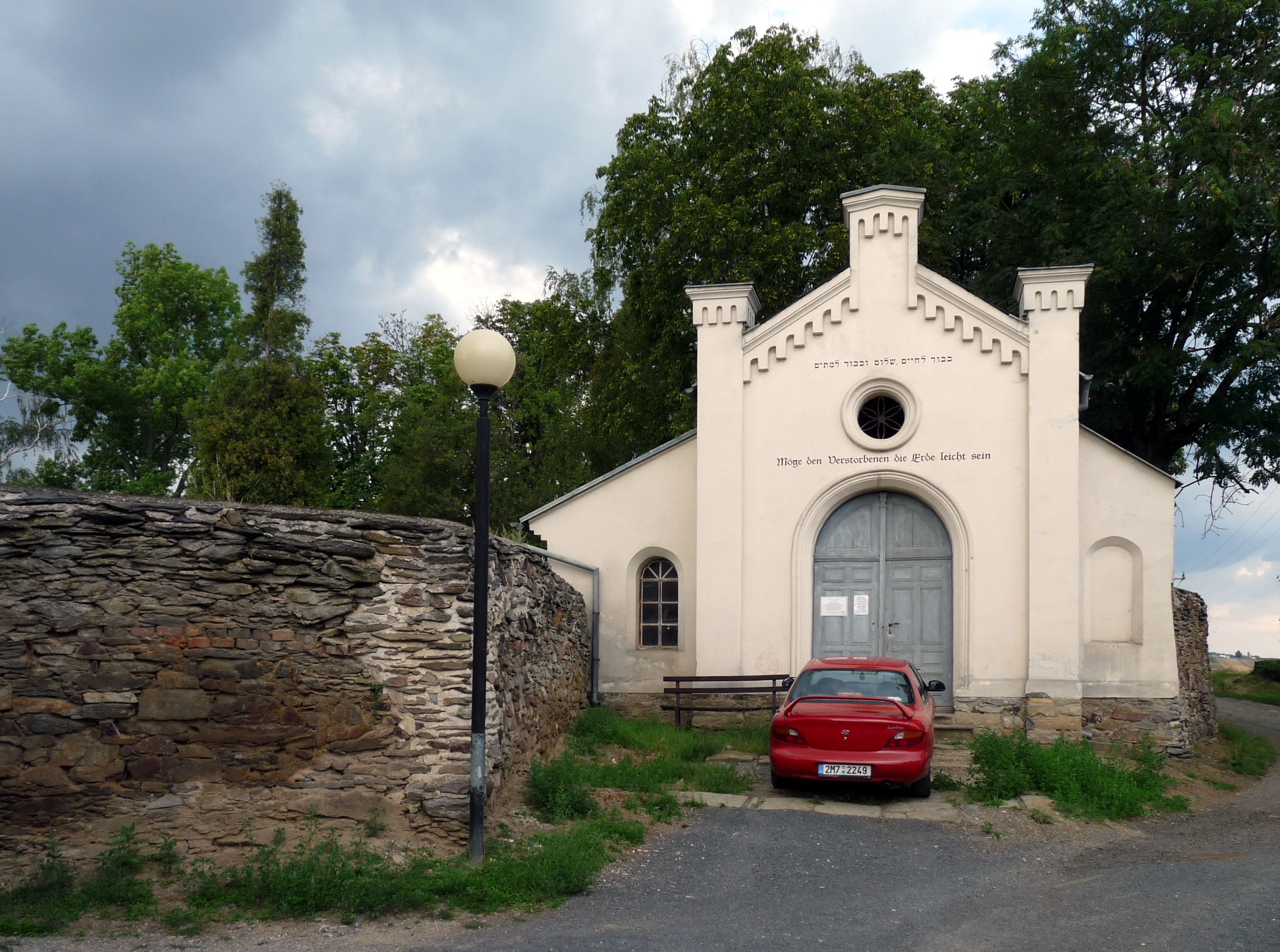
Trauerhalle auf dem jüdischen Friedhof in Úsov

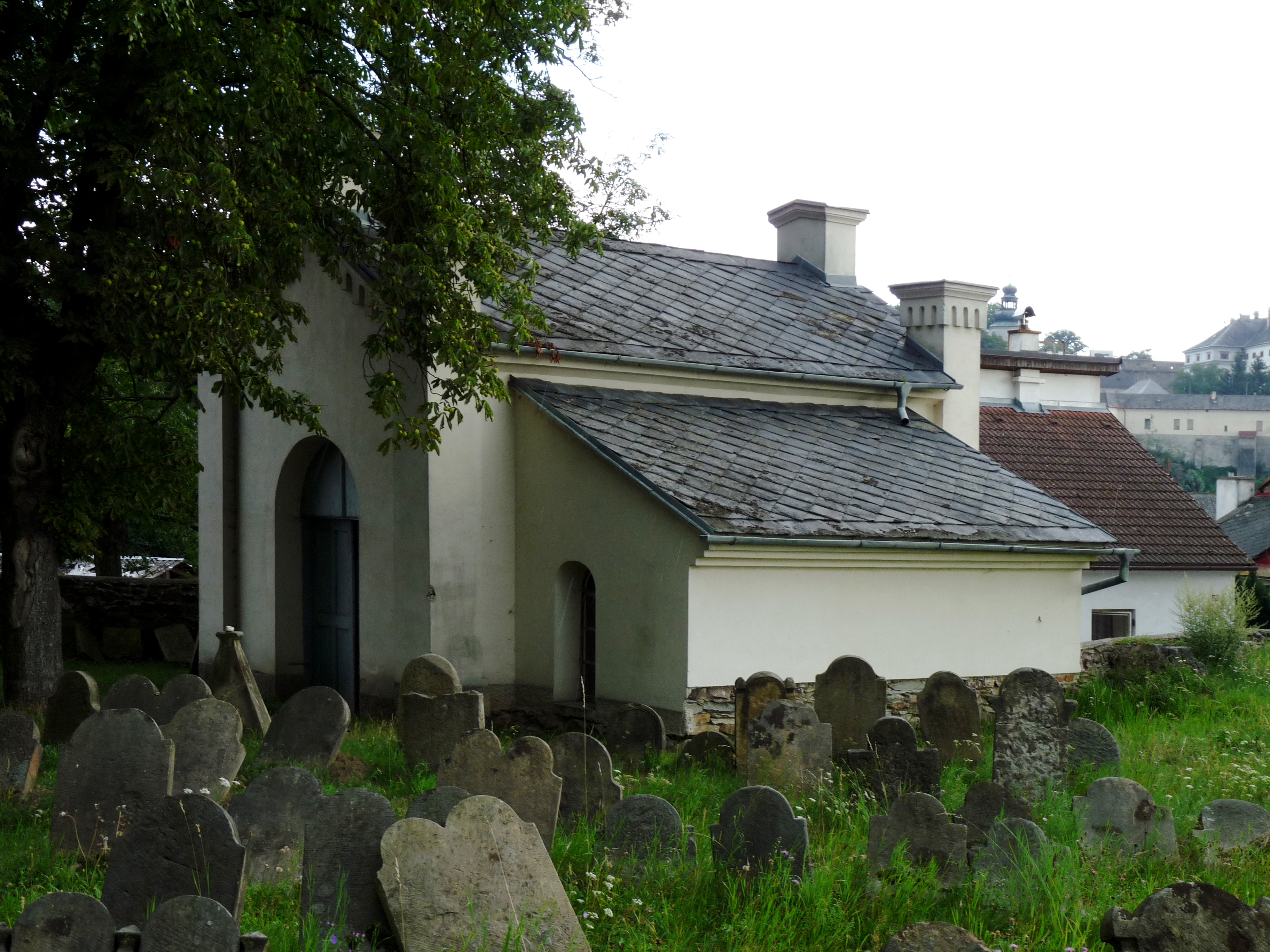
Seitenansicht

Die Jüdische Trauerhalle in Úsov (deutsch Mährisch Aussee), einer Stadt im Okres Šumperk in Tschechien, wurde im 19. Jahrhundert errichtet. Die Trauerhalle ist als Teil des Jüdischen Friedhofs in Úsov seit 1991 ein geschütztes Kulturdenkmal.
Die Trauerhalle im Stil der Neuromanik besitzt ein Rundbogenportal mit einem Ochsenauge darüber.